# Tortoman
Tortoman – wieś w Rumunii, w okręgu Konstanca, w gminie Tortoman. W 2011 roku liczyła 1646 mieszkańców.